# Пецль, Эдуард
Эдуард Пецль (часто писал под псевдонимом Kleinpetz; 17 марта 1851, Вена — 21 августа 1914, там же) — австро-венгерский писатель-фельетонист и журналист.

## Биография
Эдуард Пецль родился в семье мигрантов из Моравии. Вырос в Винер-Нойштадте, где окончил гимназию, после переезда в Вену окончил школу пиаристов. С 1869 по 1871 год работал клерком на железной дороге, с 1870 по 1873 год изучал право в Венском университете, однако из-за смерти отца и экономического кризиса 1873 года не смог завершить обучение и вынужден был начать работать, чтобы содержать семью. Сначала некоторое время был журналистом в Вине-Нойштадте, с 1874 года работал в газете «Neues Wiener Tagblatt», с 1884 года был в ней фельетонистом, писавшим преимущественно на судебные темы и сделавшим газету популярной. В конце XIX века был одним из наиболее известных венских юмористов, создававшим юморески о венской жизни. В 1911 году стал почётным гражданином Вены. В 1912 году сильно отравился мясом, после чего стал страдать ботулизмом. В 1913 году вышла его последняя статья, спустя год он скончался.
Отдельно им были изданы (отчасти в «Nationalbibliothek» Реклама): «Wiener Skizzen aus dem Gerichtssaal» (1884); «Kriminalhumoresken, 3Hefte»; «Jung-Wien» (1885); «Rund um den Stephansturm» (1888); «Die Leute von Wien»; «Klein-Wiener»; «Wiener von heute»; «Der Herr von Nigerl und andere humor. Skizzen»; «Wiener Schattenbilder von Hans Schliessmann»; «Wiener von Eisen»; «Ein Hexenprozess»; «Stadtmenschen»; «Bummelei» (1895).
Наряду с  Винсентом Кьяваччи и Фридрихом Шлеглем
был одним из ведущих венских сатириков и юмористов.